# Клемешов, Юрий Николаевич
Юрий Николаевич Клемешов (род. 7 мая 1961, Новосибирск) — советский и российский хоккеист, нападающий. мастер спорта СССР международного класса.

## Биография
Воспитанник новосибирской «Сибири». Выступал за команду в сезонах 1979/80 — 1985/86, 1995/96 — 1996/97, 1998/99. В сезоне 1985/86 играл также за «Машиностроитель» Новосибирск. Пять сезонов (1986/87 — 1990/91) провёл в воскресенском «Химике», в составе которого стал серебряным (1989) и бронзовым (1990) призёром чемпионата СССР. Участник Суперсерий 1989/90 и 1990/91. В сезонах 1991/92 — 1992/93 играл за омский «Авангард».
В марте 2008 года был приговорён к шести годам общего режима за укрывательство убийства и мошенничество.
Сын Денис (род. 1984) — хоккеист.